# Lobaria patinifera
Lobaria patinifera är en lavart som först beskrevs av Taylor, och fick sitt nu gällande namn av Hue. Lobaria patinifera ingår i släktet Lobaria och familjen Lobariaceae.   Inga underarter finns listade i Catalogue of Life.